# Friedrich Ludwig Æmilius Kunzen
Friedrich Ludwig Æmilius Kunzen, född den 24 september 1761 i Lübeck, död den 28 januari 1817 i Köpenhamn, var en dansk (tyskfödd) tonsättare.
Kunzen, som tillhörde en musikersläkt, blev student i Kiel och kom 1785 till Köpenhamn, där han 1789 fick sin förstlingsopera, Holger danske med libretto av Baggesen, uppförd med stort bifall. Han begav sig därefter till Berlin och utgav där, jämte Reichardt, Musikalisches Wochenblatt (1791) samt Musikalische Monatsschrift (1792). 
Efter att ha innehaft kapellmästaranställningar i Frankfurt am Main (1791–1794) och Prag återvände han 1795 till Köpenhamn som hovkapellmästare efter J.A.P. Schulz. Han fick 1809 professors titel och blev 1811 ledamot av Musikaliska akademien i Stockholm. 
Bland Kunzens många, i en Mozartsk eller snarare förmozartsk stil skrivna, operor bör ytterligare nämnas Vinhøsten (1796), Erik Ejegod (1798) och Gyrithe (1807). Dessutom skrev han kantater (bland annat den vackra Skabningens Halleluja 1797), sånger och instrumentalsaker. 
Kunzen har en plats i Danmarks musikhistoria som den, vilken först utvecklat den danska vistonen, i vilket avseende han sålunda är en föregångare till Weyse och Kuhlau.

## Utmärkelser
- Professors namn,  1809[6]
- Riddare av Dannebrogorden,  1811[6]

[Redigera Wikidata]